# اس‌ام یو-۲۶
اس‌ام یو-۲۶ (به انگلیسی: SM U-26) یک زیردریایی بود که طول آن ۶۴٫۷۰ متر (۲۱۲٫۳ فوت) بود. این زیردریایی در سال ۱۹۱۳ ساخته شد.